# Abstrakte Normenkontrolle (Schweiz)
Der Begriff abstrakte Normenkontrolle bezeichnet im Schweizer Recht jedes Verfahren, in dem eine Rechtsnorm – ohne Bezug zu einem Rechtsanwendungsakt – auf ihre Vereinbarkeit mit höherrangigem Recht geprüft wird. Die Normenkontrolle ist «abstrakt», weil sie losgelöst von einem Rechtsanwendungsakt (etwa einer Verfügung oder einem gerichtlichen Urteil) erfolgt. Das Gegenstück ist die konkrete Normenkontrolle, die inzident bzw. akzessorisch erfolgt. Als abstrakte Normenkontrolle werden meistens gerichtliche – nicht verwaltungsinterne – Normenkontrollverfahren bezeichnet.
Bei abstrakten Normenkontrollen handelt es sich nicht um ein bestimmtes Verfahren wie die Verfassungsbeschwerde oder die Klage, sondern um einen Oberbegriff. So stellt etwa die Erlassbeschwerde gemäss Art. 82 lit. b BGG, eine Form der Beschwerde in öffentlich-rechtlichen Angelegenheiten, materiell eine abstrakte Normenkontrolle dar, denn Anfechtungsobjekt ist ein kantonaler Rechtssatz. Damit unterscheidet sich der Begriff im Schweizer Recht von demjenigen des deutschen, wo abstrakte Normenkontrolle die präventive Rechtskontrolle eines Bundesgesetzes durch das Bundesverfassungsgericht meint (Art. 94 Abs. 1 Nr. 2 GG).
Das Schweizer Rechtsschutzssystem gewährt ganz überwiegend Individualrechtsschutz (anders als das Rechtsschutzsystem der Europäischen Union). Es ist von dem Gedanken geleitet, dem Einzelnen, wo er in seinen Rechten verletzt ist, zur Durchsetzung seiner Ansprüche zu verhelfen und nicht, allgemeine Interessen verfolgen zu können. Abstrakte Normenkontrollverfahren stellen eine Abweichung davor dar. Nach ständiger Rechtsprechung des Bundesgerichts genügt, um zur Erlassbeschwerde befugt zu sein, eine virtuelle Betroffenheit des Klägers, d. h. eine minimale Wahrscheinlichkeit, von der angefochtenen Norm einmal betroffen zu sein. Abstrakte Normenkontrollverfahren dienen zur Durchsetzung des objektiven Rechts und sichern die Rechtsordnung. Damit nähern sie sich an eine Popularklage an.